# ماكس نيوكيرتشنير
ماكس نيوكيرتشنير (بالألمانية: Max Neukirchner)‏ مواليد 20 أبريل 1983 في شتولبرغ، ألمانيا، هو متسابق دراجات نارية ألماني. نافس في بطولة العالم للسوبربايك وبطولة العالم للسوبرسبورت.

## وصلات خارجية
- ماكس نيوكيرتشنير على موقع MotoGP.com (الإنجليزية)
- ماكس نيوكيرتشنير على موقع WorldSBK.com (الإنجليزية)

- الموقع الإلكتروني